# Cultura de Carum
A cultura Qaruniana desenvolveu-se no Faium entre 8100-7100 AC em diversos sítios espalhados pela zona. Seus sítios eram pequenos, possivelmente sazonais e de curta duração; ao longo do processo de transição econômica os sítios aumentaram em tamanho e número. A indústria lítica é composta por lamelas (algumas são apoiadas e possuem a base retocada ou truncada), lâminas apoiadas, entalhes retocados, denticulados, microburis, micrólitos geométricos, truncados basais e distais, raspadores finais e perfuradores; há presença de arpões e pontas cilíndricas feitas com osso. A subsistência baseava-se na caça (bubalinas, bovídeos, gazelas, hipopótamos, aves, tartarugas), pesca (clarias, tilápias) e coleta vegetal.